# Fabryka Beniamina Repphana w Kaliszu
Fabryka Beniamina Repphana w Kaliszu – fabryka sukna w Kaliszu, na Warszawskim Przedmieściu, klasycystyczna, wzniesiona w latach 1824–1825 i 1827 według projektu Franciszka Reinsteina dla Beniamina Repphana, wpisana do rejestru zabytków w 1969.

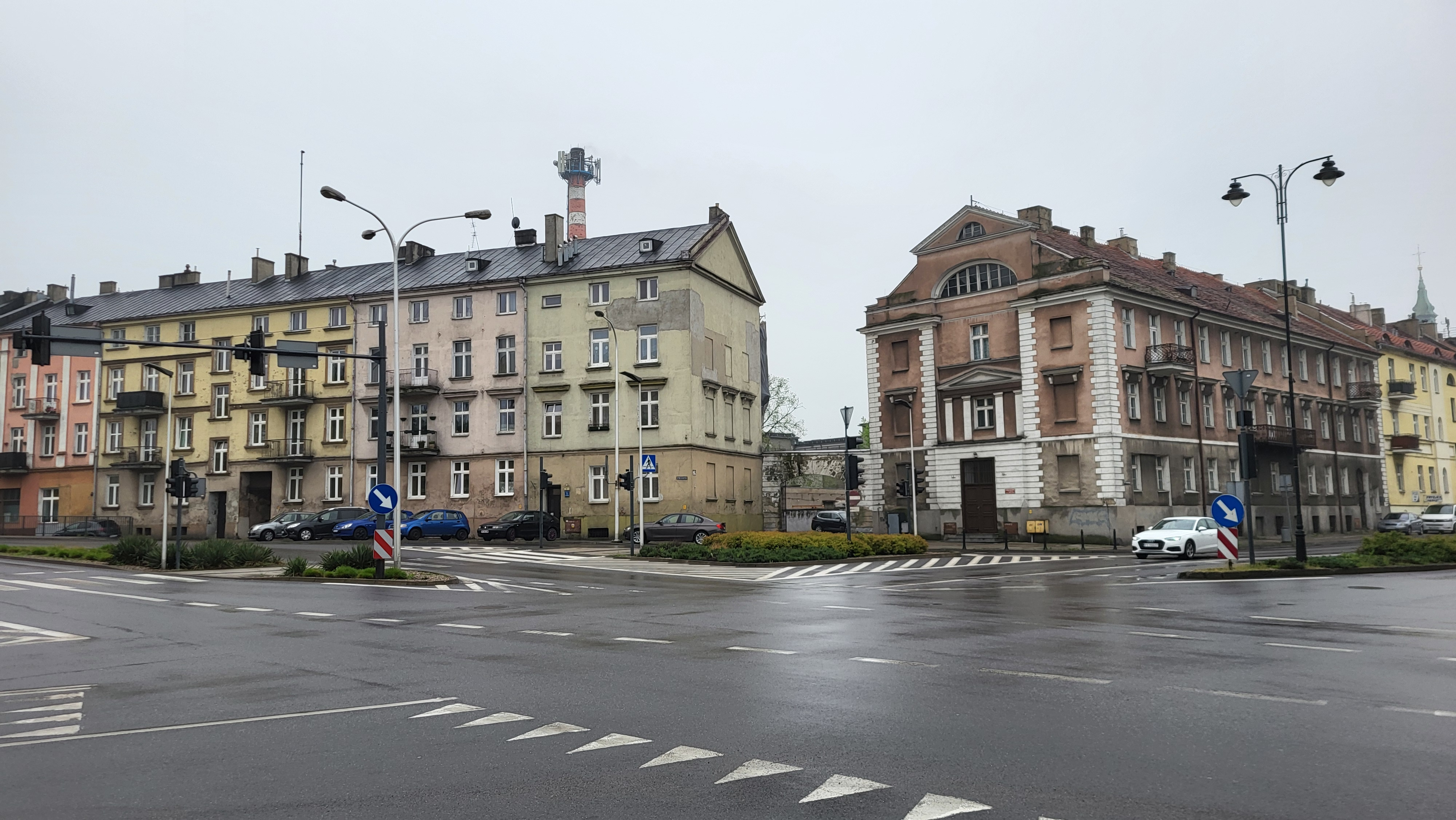
Widok współczesny (2025) na budynki dawniej wchodzące w skład fabryki